# Seitenschwimmen
Seitenschwimmen bezeichnet eine Schwimmtechnik, bei welcher der Körper seitlich im Wasser liegt. Der Armzug erfolgt in seitlicher Rumpflage mit dem zuoberst liegenden Arm horizontal schwenkend wie mit einem Boots-Riemen. Die Beine führen einen ebenfalls horizontalen Scherenschlag aus.
Nach Cassius Dio war Caesar ein guter Schwimmer, der das Seitenschwimmen beherrschte (Cassius Dio 42,10; Plutarch Caesar 37).
GutsMuths beschreibt 1798 in seinem Werk Kleines Lehrbuch der Schwimmkunst zum Selbstunterrichte auch eine Form des Seitenschwimmens.
Der Engländer J. H. Thayers schwamm 1895 im Seitenschwimmen 91,44 Meter (100 Yards) in 1:02,50 Minuten.
Bei der US-Marineeinheit SEALs wird der Combat sidestroke unterrichtet, bei dem der Schwimmer im Wasser weniger auffällig ist.